# Świadkowie Jehowy w Turcji
Świadkowie Jehowy w Turcji – społeczność wyznaniowa w Turcji, należąca do ogólnoświatowej wspólnoty Świadków Jehowy, licząca w 2023 roku 5692 głosicieli, należących do 71 zborów. Na dorocznej uroczystości Wieczerzy Pańskiej w 2023 roku zgromadziły się 8873 osoby. Biuro Oddziału znajduje się w Stambule.

## Historia

### Początki
Działalność religijną rozpoczął w 1891 roku Charles Taze Russell, kiedy odwiedził Stambuł. Pod koniec lat 80. XIX wieku w Macedonii, należącej wówczas do europejskiej części Turcji, Basil Stephanoff rozpowszechniał publikacje Towarzystwa Strażnica.
W roku 1909 pewien Grek z tureckiego miasta Smyrna (obecnie Izmir) poinformował listownie, że istnieje tam grupa osób z docenianiem studiujących publikacje Badaczy Pisma Świętego.
W 1924 roku w Bejrucie w Libanie otworzono Biuro Oddziału, które nadzorowało działalność ewangelizacyjną również na terenie Turcji.
W roku 1931 rozpoczęto regularną działalność. W 1933 roku 5 osób zostało pierwszymi Świadkami Jehowy w tym kraju, a 22 osoby były obecne na Wieczerzy Pańskiej (Pamiątce śmierci Jezusa Chrystusa). W roku 1945 w Turcji było 6 głosicieli. W roku 1948 działało – głównie w Stambule – 23 głosicieli.

### Zakaz działalności i prześladowania
W roku 1950 liczba głosicieli wzrosła do 60. Grupkę Świadków Jehowy w Stambule tworzyli wówczas głównie Ormianie, Grecy i Żydzi. W tym okresie przybyli tu pierwsi misjonarze – absolwenci Biblijnej Szkoły Strażnicy – Gilead – Ruth Hemmig i Anna Matheakis, a później Emmanuel Paterakis. W 1955 roku liczba głosicieli przekroczyła 100, w 1960 – 300, a w 1963 roku – 500 osób.
W grudniu 1956 roku do Stambułu przyjechali z wizytą Nathan H. Knorr i Frederick W. Franz. Z tej okazji w specjalnym zgromadzeniu uczestniczyło 270 osób. Dodatkowo przemówienia wygłosili w ośmiu innych miejscach, z których skorzystały 183 osoby.
Od roku 1940 do końca 1980 roku Świadkowie Jehowy doświadczali prześladowań religijnych. Każdego roku poszczególni wyznawcy byli zatrzymywani na przesłuchania albo aresztowani. Niektóre osoby pozostawały w więzieniu przez miesiąc lub dłużej. Przez ten okres ich spotkania religijne odbywały się w domach prywatnych, lecz sąsiedzi często zawiadamiali policję, wskutek czego uczestnicy zebrań byli aresztowani. W ciągu tych 40 lat przeciwko Świadkom Jehowy wniesiono ponad 50 spraw sądowych, jednakże nigdy nie zostali z tego powodu skazani.
W 1970 roku około 70 osób zostało aresztowanych za to, że bez zezwolenia należeli do Świadków Jehowy. Po opublikowaniu tej sprawy w „Przebudźcie się!” z września 1970 roku z całego świata zaczęły napływać listy do władz i dyplomatów z apelem o traktowanie Świadków Jehowy na równi z wyznawcami innych religii i zgodnie z turecką konstytucją.

### Przywracanie legalizacji
W 1971 roku 5 Wysoki Trybunał Karny w Stambule wydał ostatecznie wyrok uniewinniający – w oparciu o fakt, że Świadkowie Jehowy nie mają wpływu na sprawy polityczne i nie mają zamiaru zmienić ustroju państwa – zgodnie ze swoimi przekonaniami religijnymi. Sąd powołał miejscowe autorytety religijne, aby pomogły w ustaleniu faktów. Przedstawiciele religijni oświadczyli, że ruch znany jako Świadkowie Jehowy nie działa wspólnie i nie ma absolutnie żadnych religijnych lub politycznych powiązań z islamem, Kościołem Ormiańskim, Greckim Kościołem Prawosławnym lub judaizmem czy z ich grupami religijnymi. 17 kwietnia 1973 roku Najwyższy Sąd Wojskowy uznał, że zostanie Świadkiem Jehowy jest niezgodne z prawem.
10 lipca 1974 roku Świadkowie Jehowy w Turcji założyli Towarzystwo Kursów Biblijnych. Stowarzyszenie to dało Świadkom Jehowy podstawę do ich prawnego uznania. Do 1 czerwca 1980 roku ich spotkania były organizowane również przez to stowarzyszenie; powstały pierwsze Sale Królestwa. Chociaż cała literatura biblijna była dokładnie badana pod kątem naruszania prawa, czego nie stwierdzono, to jednak wiele publikacji skonfiskowano lub obłożono zakazem przez Prokuratora Generalnego Urzędu Druków.
W 1980 roku otworzono biuro Komitetu Kraju, które było odpowiedzialne za wszystkie działania Świadków Jehowy w Turcji. Pięć miesięcy później biuro to zostało zamknięte z powodu ogłoszonego stanu wojennego. W czasie jego trwania zawieszono działalność wszystkich stowarzyszeń. 1 czerwca 1980 roku Sąd Najwyższy wydał orzeczenie w stosunku do Świadków Jehowy, w którym stwierdzał, że nie stanowią oni zagrożenia dla kraju. 2 grudnia 1981 roku Sąd Wojskowy w Stambule stwierdził, że Świadkowie Jehowy są znaną religią.
W 1983 roku zanotowano w Turcji liczbę 800 głosicieli.

### Kulminacja prześladowań i uniewinnienia
Prześladowania osiągnęły swój szczyt w latach 1984–1985. 14 czerwca 1984 roku policja rozpoczęła zatrzymania większości głosicieli w Ankarze i Izmirze. Wielu zostało aresztowanych na rok – do czasu procesu. 19 czerwca 1985 roku Sąd Najwyższy potwierdził uznanie Świadków Jehowy jako grupy religijnej. Stwierdził też, że prowadzona przez nich działalność i jej propagowanie są zgodne z artykułem 24 Konstytucji. Korzystanie z tego jest w pełni usankcjonowane przez prawo. Ten wyrok zakończył śledztwa i procesy Świadków Jehowy w Turcji. Wszyscy zostali uniewinnieni i wypuszczeni z więzień. W dniach 21–23 września 1985 roku odbyło się w Ankarze zgromadzenie pod hasłem „Lud zachowujący prawość”. 26 maja 1986 roku sąd wydał korzystne orzeczenie. Decyzją większości oczyścił Świadków Jehowy z wszelkich zarzutów. Tego samego dnia złożył krótką wizytę w Turcji Milton Henschel. W związku z przychylną decyzją sądową mógł wygłosić dwa przemówienia w Sali Królestwa w Stambule.
W czerwcu 1992 roku liczba głosicieli w Turcji przekroczyła 1000 osób. Na kongres pod hasłem „Pouczani przez Boga” w 1993 roku przybyło 1510 osób, a 44 zostały ochrzczone. Miejscowa telewizja nadała przychylny reportaż o tym spotkaniu.
W sierpniu 2003 roku władze zapieczętowały użytkowaną od ponad 20 lat Salę Królestwa w Mersin. Apelacja w tej sprawie została ostatecznie odrzucona przez turecki sąd najwyższy 30 grudnia 2009 roku. W związku z tym została złożona skarga przed Europejski Trybunał Praw Człowieka. W czerwcu 2004 roku władze zamknęły Salę Królestwa w Akçay w prowincji Balikesir.
W tym samym roku Świadek Jehowy, Yunus Erçep, odwołał się do Europejskiego Trybunału Praw Człowieka. Mimo iż wielokrotnie musiał zapłacić grzywnę, w październiku 2005 roku uwięziono go, a zwolniono po odsiedzeniu 5 miesięcy z rocznego wyroku. W dniu wyjścia na wolność znów został wezwany do sądu i ukarany grzywną za to, że wcześniej odmawiał odbycia służby wojskowej.

### Legalizacja działalności
31 lipca 2007 roku – po wielu latach prób – Świadkowie Jehowy w Turcji, zostali zarejestrowani jako organizacja religijna. Status pozwala im nabywać i posiadać mienie, wynajmować sale na spotkania religijne oraz bronić swoich praw przed sądami. Sąd w Stambule uznał, że rozpowszechnianie publikacji religijnych Świadków Jehowy mieści się w granicach wolności myśli i wyznania, a obywatele tureccy mają prawo propagować swoje wierzenia. W tym też roku zanotowano liczbę 1975 głosicieli. W 2008 roku wydano Pismo Święte w Przekładzie Nowego Świata w języku tureckim. Wcześniej, w 2004 roku w tym języku wydano Chrześcijańskie Pisma Greckie w Przekładzie Nowego Świata (Nowy Testament).
W roku 2010 osiągnięto w Turcji liczbę 2074 głosicieli, a w 2011 roku – 2143.
W dalszym ciągu jednak młodzi poborowi za odmowę służby wojskowej byli osadzani w więzieniach – na okres około 2 lat i skazywani na wysokie grzywny. W marcu 2007 roku Komisja Praw Człowieka ONZ zajęła się rozpatrywaniem dwóch skarg wniesionych przez młodych wyznawców skazanych na karę więzienia za odmowę służby wojskowej, a w maju 2009 roku Europejski Trybunał Praw Człowieka postanowił rozpatrzyć trzy wnioski dotyczące łamania praw sześciu młodych wyznawców, z których czterech trafiło do więzienia. 7 lipca 2010 roku Europejski Trybunał Praw Człowieka nakazał rządowi tureckiemu zawieszenie wszelkich działań karnych wobec Barışa Görmeza i niewykonywanie żadnego wyroku wydanego przeciwko niemu. Ten były zawodowy koszykarz 3 lata przebywał w więzieniu za odmowę służby wojskowej i nie udostępniono mu możliwości zamiany na zastępczą służbę wojskową. Żandarmeria wojskowa brutalnie próbowała wymusić na nim zmianę tej decyzji.
26 kwietnia 2011 roku tureckie Ministerstwo Edukacji wydało rozporządzenie dotyczące zwolnienia Świadków Jehowy z obowiązkowych lekcji religii w szkołach. Zwrócono uwagę, że chociaż to wyznanie nie akceptuje pewnych wierzeń typowych dla chrześcijaństwa, to jest religią chrześcijańską. Wicepremier Turcji Bülent Arınç pochwalił prawną batalię stoczoną przez Świadków Jehowy na rzecz wolności religii w Turcji – w swoim przemówieniu 13 października 2011 roku (Sympozjum na temat stosunków religijnych i państwowych pod patronatem Uniwersytetu w Doğuş (Doğuş Üniversitesi). 22 listopada 2011 roku Europejski Trybunał Praw Człowieka jednogłośnie stwierdził, że Turcja naruszyła prawa do wolności sumienia wobec tureckiego wyznawcy Yunusa Erçepa, który został skazany i uwięziony z powodu odmowy służby wojskowej ze względu na sprzeciw sumienia.
29 marca 2012 roku Komitet Praw Człowieka ONZ orzekł na korzyść dwóch tamtejszych wyznawców, stwierdzając, że każdemu przysługuje zwolnienie z obowiązkowej służby wojskowej, jeśli nie pozostaje ona w zgodzie z religią lub przekonaniami danej osoby.
Według stanu z marca 2014 roku rząd turecki nadal nie respektował tego wyroku. 3 czerwca 2014 roku Europejski Trybunał Praw Człowieka jednogłośnie uznał, że skazując czterech Świadków Jehowy za odmowę pełnienia służby wojskowej ze względu na sumienie, Turcja naruszyła postanowienia Europejskiej Konwencji Praw Człowieka. Obecnie żaden Świadek Jehowy w Turcji nie jest więziony z powodu odmowy pełnienia służby wojskowej, jednak młodzi Świadkowie w dalszym ciągu są z tego powodu stawiani w stan oskarżenia.
W latach 2004–2014 nastąpił 165% wzrost liczby pionierów stałych.
W lipcu 2014 roku kongres pod hasłem „Szukajmy najpierw Królestwa Bożego!” odbył się w Stambule i Izmirze w języku tureckim, a w Stambule w języku rosyjskim, ogółem ochrzczono 34 osoby. W tym samym roku zorganizowano specjalną kampanię głoszenia, w której uczestniczyło również ponad 550 głosicieli mówiących po turecku przybyłych z zagranicy (m.in. z Danii, Francji, Hiszpanii, Holandii, Japonii, Niemiec i Rosji. W ciągu dwóch tygodni rozpowszechnili około 60 000 publikacji biblijnych. W ciągu roku o 24 procent wzrosła liczba pionierów stałych w tym kraju. Niektórzy z pionierów biorących udział w tej kampanii przeprowadzili się do Turcji, aby kontynuować działalność.
Latem 2015 roku kongres regionalny pod hasłem pod hasłem „Naśladujmy Jezusa!” odbył się w Stambule i Izmirze, uczestniczyły w nim 3304 osoby, a 32 zostały ochrzczone.
Chociaż w roku 2003 Turcja wprowadziła zmiany w przepisach dotyczących warunków zabudowy, by umożliwić mniejszościom nieislamskim budowę własnych obiektów religijnych, to w praktyce jednak władze miejskie wraz z lokalnymi sądami konsekwentnie odmawiają uznania Sal Królestwa Świadków Jehowy za „miejsca wielbienia”. W związku z tym Europejski Trybunał Praw Człowieka rozpatrzył dwie skargi. 24 maja 2016 roku potwierdził prawo do wolności religijnej dla mniejszości religijnych w Turcji, w tym Świadków Jehowy oraz nakazał rządowi Turcji oficjalne uznanie Sal Królestwa za „miejsca kultu religijnego”. W 2016 roku Świadkowie Jehowy w Turcji korzystali z 25 Sal Królestwa.
12 maja 2018 roku oddano do użytku nowe obiekty Biura Oddziału. Okolicznościowe przemówienie wygłosił członek Ciała Kierowniczego Świadków Jehowy Mark Sanderson.
W lipcu 2018 roku delegacje z Turcji brali udział kongresie specjalnym pod hasłem „Bądź odważny!” w Tbilisi w Gruzji, a w 2019 roku w kongresach międzynarodowych pod hasłem „Miłość nigdy nie zawodzi!” w Atenach, Madrycie i Phoenix. W 2019 roku osiągnięto liczbę 4221 głosicieli, a w 2021 roku – 5141 głosicieli.
W lutym 2023 roku zorganizowano pomoc dla współwyznawców poszkodowanych przez trzęsienia ziemi. Świadkowie Jehowy powołali dwa Komitety Pomocy Doraźnej w celu wspierania akcji poszukiwawczo-ratowniczych i niesienia praktycznej pomocy. Na terenie dotkniętym trzęsieniem ziemi mieszka ponad 500 głosicieli, z tego ponad 120 musiało opuścić domy. W 2024 roku delegacja z Turcji brała udział w kongresie specjalnym pod hasłem „Głośmy dobrą nowinę! w Budapeszcie.
Zebrania zborowe odbywają się w językach: tureckim, tureckim migowym, albańskim, angielskim, arabskim, azerskim, bułgarskim, francuskim, gruzińskim, kirgiskim, kurdyjskim (kurmandżi), mongolskim, ormiańskim, perskim, rosyjskim, turkmeńskim, urdu i uzbeckim. Natomiast kongresy organizuje się  w języku tureckim, angielskim, arabskim, francuskim, gruzińskim, perskim, rosyjskim, turkmeńskim, uzbeckim, a zgromadzenia obwodowe w języku tureckim, angielskim, arabskim, francuskim, kurdyjskim (kurmandżi), ormiańskim, perskim, rosyjskim, turkmeńskim i uzbeckim.